# Pornografia 2.0
Pornografia 2.0, que porta el nom de "Web 2.0", fa referència a llocs web pornogràfics que inclouen contingut generat per usuaris. Els llocs poden incloure xarxes socials incloent funcions com la categorització basada en l'usuari, allotjament de càmeres web, blocs i comentaris. Això contrasta amb el contingut estàtic que ofereixen els llocs pornogràfics "Web 1.0". Els llocs de pornografia 2.0 poden oferir funcions similars als serveis web 2.0 convencionals, com ara comunitats de vídeo (Metacafe, Vimeo, YouTube) i llocs socials (Tumblr, Twitter), blogs generals, (Blogger, DailyBooth, Lookbook.nu) i allotjament de fotografies (Flickr, Photobucket, Picasa).
Des dels seus inicis, els llocs web de Pornografia 2.0 han guanyat una gran popularitat, però mentrestant s'han trobat amb diverses dificultats legals i altres. Entre aquestes dificultats hi ha la preocupació sobre la contingut digital, drets d'autor, mitjans comercials i publicitat d'associacions d'afiliació. Altres preocupacions inclouen la idea de compartir vs. privadesa i les ramificacions legals de grans quantitats de contingut pornogràfic gratuït generat pels usuaris a Internet.
Per a Porn 3.0, els mitjans de comunicació sovint suggereixen l'ús d'estereoscòpia 3D, DVD multi-angle neural impulse actuators, i dispositius i controladors perifèrics similar a la vibració del controlador de joc, eliminant tecnologies menys probables com ara hologrames.

## Reptes
Tot i que alguns argumenten que els llocs pornogràfics són un desenvolupament natural per a una indústria que sempre ha estat l'avantguarda dels avenços tecnològics, Pornografia 2.0 ha presentat diverses dificultats i reptes.

### Problemes de drets d'autor
La infracció de copyright és el principal entre els reptes que s'han enfrontat a Pornografia 2.0. Els llocs web de la pornografia 2.0 han estat atacats perquè són perjudicials per a l'economia dels punts de venda de pornografia més tradicionals, com ara les vendes de DVD i els llocs per adults de pagament mensual per subscripció.
| « | A mesura que cada cop més públic en general es connecta, està trobant maneres més noves i més econòmiques d'aconseguir la seva correcció de contingut per adults. Igual que les masses han acudit a llocs com YouTube per veure clips professionals dels seus programes de televisió preferits, blocs de vídeo, acrobàcies boges i pel·lícules d'aficionats, el públic adult ha abandonat els DVD i la televisió de pagament per anar a llocs similars (com ara xtube). | » |

Com passa amb YouTube, qualsevol lloc que permet als usuaris penjar contingut corre el risc d'infringir els drets d'autor dels productors originals. Tot i que aquest era un tema gris a l'inici del moviment Web 2.0, una demanda de mil milions de dòlars presentada per Viacom el 2007 contra YouTube (vegeu "Infracció dels drets d'autor") portarà aquest problema davant els tribunals i tindrà un potencial enorme efecte en la viabilitat de la pornografia 2.0 com a estratègia empresarial. Des de llavors, YouTube ha guanyat la demanda.
Una decisió de 2007 del Cort d'Apel·lacions del 6è Circuit va trobar que la legislació 2257 era inconstitucional i violava els drets de la primera esmena. La decisió va ser anul·lada el 2009 en una nova audiència en banc. El Tribunal Suprem dels Estats Units es va negar a conèixer l'assumpte.

### Privadesa
És possible que els usuaris pugin material sense el consentiment dels models. Això normalment està prohibit per les Condicions d'ús dels llocs, tot i que alguns llocs com Voyeurweb permeten fer fotos no consentides i moure les oficines amb freqüència per evitar els problemes legals que això podria comportar d'una altra manera. Sovint s'obtenen fotos i vídeos de models sense consentiment mitjançant l'ús de càmeres ocultes i la sexualització de la seva nuesa. Per exemple, una dona que va nua a una dutxa al seu gimnàs pot ser filmada sense el seu coneixement i es distribueix el vídeo com a porno.

### Monetització
A diferència de les empreses del Web 2.0 com Facebook, Myspace o YouTube, Pornografia 2.0 encara no ha trobat una estratègia que demostri ser comercialment rendible. Els alts costos del servidor per allotjar la gran quantitat de contingut generat per l'usuari combinat amb pocs o cap ingressos generats pels usuaris fan que els llocs web de Pornografia 2.0 es trobin en una posició financera difícil. Com que els serveis de pornografia 2.0 fins ara han estat gratuïts per als usuaris, l'única font d'ingressos per a aquests llocs és la col·locació de publicitat.